# Nanortalik
Nanortalik ([naˈnɔtːalik]ⓘ) es el décimo pueblo más grande de Groenlandia (Dinamarca). Localizado en una pequeña isla homónima, aproximadamente 100 km de la punta meridional de Groenlandia, situada en el municipio de Kujalleq.
Nanortalik es también el centro administrativo del Municipio de Nanortalik que abarca cerca de 15.000 km² (5.790 mi²) alrededor de la punta meridional de Groenlandia. El mismo pueblo tiene 1.564 habitantes (enero de 2005), y el municipio entero tiene 2.389 habitantes con los demás viviendo en los asentamientos de Narsarmijit (Frederiksdal), Alluitsup Paa (Sydprøven), Tasiusaq, Aappilattoq, Ammassivik así como los asentamientos con no más de 20 habitantes cada uno como: Saputit, Nalasut, Nuugaarsuk, Akuliaruseq, Qallimiut, Qorlortorsuaq, Alluitsoq, y la estación climatológica de Ikerasassuaq. El nombre Nanortalik significa "el lugar de osos polares".

## Historia
Debido a su ubicación, esta zona fue una de las primeras partes de Groenlandia tomada por los nórdicos y una de las últimas alcanzada por los inuit. La ciudad fue fundada en 1770 como Nennortalik. En 1797, un depósito comercial permanente se estableció en Nanortalik por los comerciantes de Julianehåb. Debido a las instalaciones portuarias pobres, la ciudad fue trasladada tres kilómetros hacia el norte en 1830, donde permanece en la actualidad. Por el casco antiguo, a sólo unas ruinas dispersas permanecen.

## Geografía
Nanortalik está situado en una pequeña isla (también llamado Nanortalik) en las orillas del mar de Labrador, unos 100 km al norte del cabo Farewell, el extremo más meridional de Groenlandia. El promontorio cercano es conocido como cabo Egede.
La comarca se extiende desde la isla de Qeqertarsuaq cerca de Alluitsup Paa a Cape Farewell y los 60 km de largo fiordo Lindenow en la costa este. El distrito cubre un total de 15 000 km².
Asentamientos cercanos son Narsarmijit, Alluitsup Paa (Sydprøven), Tasiusaq, Aappilattoq, Ammassivik, así como los siguientes asentamientos con no más de 20 habitantes cada uno: Saputit, Nalasut, Nuugaarsuk, Akuliaruseq, Qallimiut, Qorlortorsuaq, Alluitsoq, y la estación meteorológica Ikerasassuaq.

### Isla Nanortalik

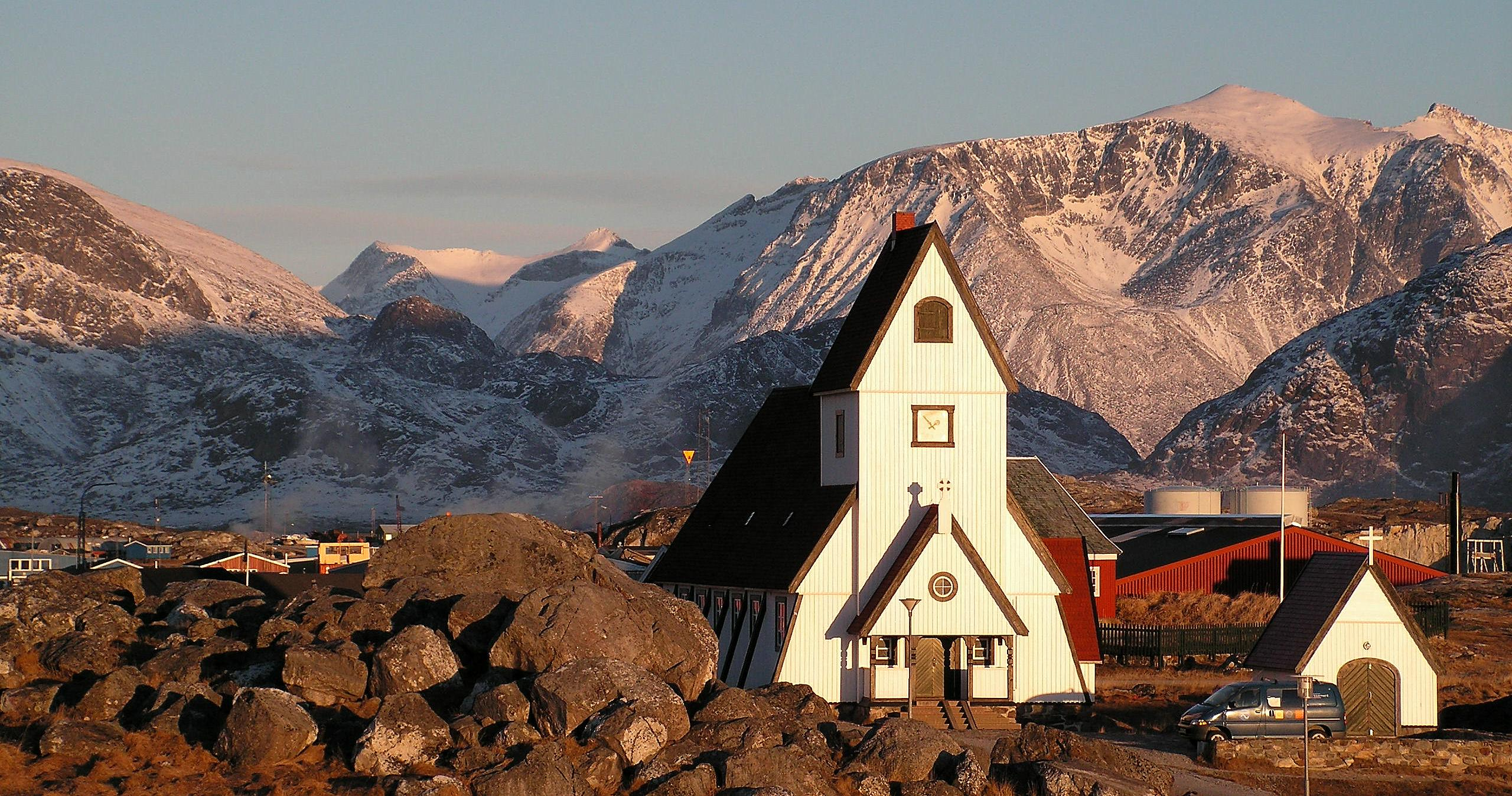
La iglesia de Nanortalik.

Las islas Nanortalik se encuentran cerca de la desembocadura de los 70 km de largo Tasermiut fiordo. La isla mide aproximadamente 10 km de diámetro y cuenta con dos montañas de menor importancia: Quaqqarsuasik ('Storfjeldet' en danés) y Quassik ('Ravnefjeldet' en danés o cuervo de la montaña en inglés). Quaqqarsuasik es 559 my 308 m Quassik.

### Montañismo
Nanortalik es más conocido por sus altos picos de las montañas y paredes verticales en Tasermiut fiordo. Nombres como Ketil montaña (1500 m) y Ulamertorsuaq son familiares para los escaladores de montaña de todo el mundo. Las montañas de la región se pueden comparar fácilmente con las rutas más difíciles de los Alpes, y ascensiones difíciles sólo se debe intentar por escaladores experimentados.

## Clima
Nanortalik tiene un clima polar con influencias oceánicas, que causan las diferencias de temperatura entre las temporadas bajas. Los inviernos en Nanortalik son muy leves en comparación con el resto de Groenlandia, con temperatura media de enero es -3 °C. Los veranos son fríos, con temperaturas promedio de julio 6 °C.

## Economía
La pesca del cangrejo, la caza de focas con capucha, y la pesca desde embarcaciones pequeñas son las principales fuentes de ingresos para los habitantes de la zona. Desde el año 2004, una mina de oro en el valle de Kirkespir (Kirkespirdalen 60°21′26″N 45°10′7″O / 60.35722, -45.16861), 30 km al norte Nanortalik ha demostrado ser muy exitosa, y esto es probable que cambie la estructura de la economía de la ciudad.
Durante la primavera, muchos groenlandeses cazan focas con capucha entre las islas periféricas, donde las derivas de la bolsa de hielo frente a la costa este en su camino hacia el norte. La cultura milenaria de los Inuit vive en esta tradición anual de caza.
Nanortalik tiene poco comercio productivo. No hay fábricas y no hay actividades de pesca a gran escala como el hielo marino impide la pesca durante varios meses al año. La pesca artesanal, pesca del cangrejo, de la foca y de aves marinas de caza y el turismo proporcionan la mayor parte de los ingresos producidos localmente. Hace décadas, una mina de grafito operaba a unos 20 km de la ciudad. La mina fue abandonada en 1925.

## Flora y fauna
Mientras que Groenlandia no tiene casi árboles, el valle de Qinngua a unos 40 km de la ciudad Nanortalik tiene el único bosque en Groenlandia. Aquí, el sauce y el abedul son árboles que crecen hasta una altura de varios metros. En la mayoría de los demás lugares, los árboles crecen hasta un máximo de alrededor de medio metro de altura. El valle también tiene unas 300 especies de otras plantas, además de muchos líquenes. 
La fauna de la isla Nanortalik es más bien escasa debido a los cazadores nativos. Como resultado, cuervos, gaviotas y escribanos de nieve son algunas de las muy pocas abundantes especies de aves más grandes, y ningún mamífero más grande que un ratón es probable que sea visto en la isla. Sin embargo, las zonas de los alrededores cuentan numerosas especies. 
Además de las focas, la bolsa de hielo también trae los osos polares de la costa este, de ahí el nombre Nanortalik. Cada año un número de osos se avistó en la zona, pero que rara vez presentan una amenaza para las personas. Durante la primavera y finales del verano, hay muchas ballenas en las aguas alrededor de la ciudad, y las ballenas minke son los visitantes más frecuentes. 

### Aves
las aves incluyen cuervos, perdizes nivales, Gaviota Glaucuos, Gaviota de Islandia, nieve colorín, arao, Eider, rey Eider, gerifalte, águila de cola blanca, redpoll, falaropo de cuello rojo, varias lavanderas, serreta mediana, buzo rojo throated, gran buzo norte, cormorán pato, cola larga, frailecillo, collalba gris, pequeño auk, varias especies de patos, y más raramente, búhos nevados. 
A pesar de la alusión a los osos polares en su nombre, que son lugares poco comunes en Nanortalik, pero de vez en cuando vienen a la deriva en el mar de hielo de Groenlandia del este en los meses de enero a junio. 

### Los mamíferos marinos
Las focas son comunes en los alrededores de los fiordos. La foca más común es la foca anillada, seguida por la foca capuchina y de focas arpa. 
Desde agosto hasta octubre las ballenas minke son comunes cerca de la apertura del fiordo Tasermiut. De vez en cuando, las ballenas jorobadas y orcas son frecuentes por la zona.

## Demografía
| Gráfica de evolución de Nanortalik entre 1980 y 2020 |
|                                                      |

Con 1.337 habitantes a partir de 2013, Nanortalik es la tercera ciudad más grande en el municipio Kujalleq. La población ha ido disminuyendo en los últimos años. La mayoría de las ciudades y los asentamientos en los patrones de crecimiento negativas de exhibición del sur de Groenlandia en las últimas dos décadas, con muchos asentamientos despoblando rápidamente.

## Transporte
Nanortalik posee un helipuerto que opera durante todo el año como centro de helicóptero de Air Greenland, vinculando Nanortalik con todos los asentamientos de la región, y con el aeropuerto de Narsarsuaq, y por lo tanto, indirectamente, con el resto de Groenlandia, y con Europa.

## Puntos de interés
- Angissq LORAN-C transmisor.

## Ciudades hermanadas
- Kolding, Dinamarca
- Roskilde, Dinamarca
- Ísafjörður, Islandia